# باليان (أسطورة)
باليان (بالإنجليزية: Pallian)‏ شقيق إله الخلق في أساطير استرالیا. ويروى في في الأساطير الخاصة بالسكان الأصليين في جنوب شرق أستراليا (وتحديداً أمة كولين)، كان باليان الخفاش شقيقًا لبنجل الصقر، لكنه عاش بعيدًا عنه. مرة واحدة، طلب بونجيل منه المجيء والعيش معه، لكن باليان أجاب أن بلاد بونج جافة جدًا وأن بونجيل يجب أن يأتي ويعيش معه بدلاً من ذلك. هذا أزعج بونجيل، الذي أرسل مساعديه، دجورت-جورت كيستريل نانكين وأضرموا النار في بلد الخفافيش، وتم حرق باليان وعائلته وتحولوا إلى اللون الأسود بشكل دائم.